# 藤原祭り
藤原祭り（ふじわらまつり）は、藤原敏男スポーツジム後援会が主催するキックボクシング興行である。

## 概要
往年の名キックボクサー藤原敏男のキックボクシング35周年を記念して、2003年12月7日に第1回大会が全日本キックボクシング連盟主催により後楽園ホールで開催された。藤原も総合格闘技ルールのエキシビションタッグマッチながら実戦に復帰し、以来負傷でドクターストップがかかった2007年を除いて毎年プロレスラーなどとエキシビションを戦っている（エキシビション自体は2007年も別の選手で実施）。試合はエキシビションを除き全日本キックルールが採用されている。
2009年は全日本キックが解散したため藤原祭りの開催も危ぶまれたが、藤原敏男スポーツジム後援会が代わって主催に当たり、Krushの主催者で全日本キックの実質的な後継であるグッドルーザーの協力を仰ぎ12月11日の開催に漕ぎ付けた。
2010年は12月1日に開催。藤原が同年設立されたジャパン・マーシャルアーツ・ディレクターズ（JMD）理事長に就任したため、JMDに加盟するM-1ムエタイチャレンジとREBELSの協力を仰ぎ、WPMFの認定を受けて同ルール（一部K-1ルール）で行われる。
2011年は年2回夏冬に開催され、夏の興行は「夏の陣」と称して8月28日に新宿FACEで開催。同年、藤原がIT'S SHOWTIME JAPAN代表取締役に就任したことから、これまでのWPMFルールにIT'S SHOW TIMEルールも加わった。
2015年以降は開催されていない。

## 開催履歴
| 大会名                                                            | 開催年月日     | 会場         | 開催地       |
| ----------------------------------------------------------------- | -------------- | ------------ | ------------ |
| 藤原祭り2014                                                      | 2014年6月19日  | 後楽園ホール | 東京都文京区 |
| 藤原祭り2011 〜冬の陣〜                                           | 2011年12月22日 | 後楽園ホール | 東京都文京区 |
| 2011藤原祭り 〜夏の陣〜                                           | 2011年8月28日  | 新宿FACE     | 東京都新宿区 |
| Fujiwara Festival 〜藤原祭り2010〜                                | 2010年12月1日  | 後楽園ホール | 東京都文京区 |
| Fujiwara Festival 〜藤原祭り2009〜                                | 2009年12月11日 | 後楽園ホール | 東京都文京区 |
| Fujiwara Festival 〜藤原祭り2008〜                                | 2008年12月5日  | 後楽園ホール | 東京都文京区 |
| Fujiwara Festival 〜藤原祭り2007〜                                | 2007年12月7日  | 後楽園ホール | 東京都文京区 |
| Fujiwara Festival 〜藤原祭り2006〜                                | 2006年12月8日  | 後楽園ホール | 東京都文京区 |
| Fujiwara Festival 〜藤原祭り2005〜                                | 2005年12月5日  | 後楽園ホール | 東京都文京区 |
| Fujiwara Festival 〜藤原祭り2004〜                                | 2004年12月5日  | 後楽園ホール | 東京都文京区 |
| Fujiwara Festival 〜藤原祭り〜 藤原敏男・キック生活35周年記念大会 | 2003年12月7日  | 後楽園ホール | 東京都文京区 |